# Coenipeta bibitrix
Coenipeta bibitrix là một loài bướm đêm trong họ Erebidae.